# Elecciones provinciales de Formosa de 1995
Las elecciones generales de la provincia de Formosa de 1995 tuvieron lugar el 1 de octubre del mencionado año para renovar los cargos de Gobernador y Vicegobernador, y las 15 de las 30 bancas que posee la Legislatura Provincial. El vicegobernador Gildo Insfran obtuvo la gobernación por primera vez, siendo reelecto en 7 oportunidades y conservando su cargo hasta la actualidad.

## Resultados

### Gobernador y vicegobernador
| Lema                                          | Lema                  | Sublema               | Fórmula               | Fórmula               | Sublema               | Sublema               | Lema    | Lema  |
| Lema                                          | Lema                  | Sublema               | Gobernador            | Vicegobernador        | Votos                 | %                     | Votos   | %     |
| --------------------------------------------- | --------------------- | --------------------- | --------------------- | --------------------- | --------------------- | --------------------- | ------- | ----- |
|                                               | Partido Justicialista | Frente de la Victoria | Gildo Insfrán         | Floro Bogado          | 56.053                | 52,48                 | 99.804  | 55,34 |
| Unidos Venceremos                             | Partido Justicialista |                       |                       | 15.255                | 14,28                 |                       | 99.804  | 55,34 |
| Línea Federal                                 | Partido Justicialista |                       |                       | 8.672                 | 8,12                  |                       | 99.804  | 55,34 |
| Cambie con Fe                                 | Partido Justicialista |                       |                       | 3.631                 | 3,40                  |                       | 99.804  | 55,34 |
| Formosa para Todos                            | Partido Justicialista |                       |                       | 3.369                 | 3,15                  |                       | 99.804  | 55,34 |
| Dedicación y Trabajo                          | Partido Justicialista |                       |                       | 2.883                 | 2,70                  |                       | 99.804  | 55,34 |
| Avanzar                                       | Partido Justicialista |                       |                       | 2.443                 | 2,29                  |                       | 99.804  | 55,34 |
| Gran Interés Local Organizado '95             | Partido Justicialista |                       |                       | 2.359                 | 2,21                  |                       | 99.804  | 55,34 |
| Partido Auténtico Formoseño                   | Partido Justicialista |                       |                       | 1.946                 | 1,82                  |                       | 99.804  | 55,34 |
| Movimiento por la Dignidad y la Independencia | Partido Justicialista |                       |                       | 1.877                 | 1,76                  |                       | 99.804  | 55,34 |
| Unidad Form. Integradora                      | Partido Justicialista |                       |                       | 1.722                 | 1,61                  |                       | 99.804  | 55,34 |
| Movimiento Independiente de Participación     | Partido Justicialista |                       |                       | 1.318                 | 1,23                  |                       | 99.804  | 55,34 |
| Nueva Fuerza Popular                          | Partido Justicialista |                       |                       | 1.312                 | 1,23                  |                       | 99.804  | 55,34 |
| Tercera Edad                                  | Partido Justicialista |                       |                       | 1.288                 | 1,21                  |                       | 99.804  | 55,34 |
| Voz Esperanza del Pueblo                      | Partido Justicialista |                       |                       | 1.203                 | 1,13                  |                       | 99.804  | 55,34 |
| Movimiento Unidad Justicialista               | Partido Justicialista |                       |                       | 834                   | 0,78                  |                       | 99.804  | 55,34 |
| Juventud Peronista                            | Partido Justicialista |                       |                       | 634                   | 0,59                  |                       | 99.804  | 55,34 |
| Nuevo Horizonte                               | Partido Justicialista |                       |                       | 5                     | 0,00                  |                       | 99.804  | 55,34 |
|                                               | Unión Cívica Radical  | Acción Ciudadana      | Carlos Silva          |                       | 21.774                | 30,03                 | 82.512  | 44,29 |
| Gran Alianza                                  | Unión Cívica Radical  |                       |                       | 14.597                | 20,13                 |                       | 82.512  | 44,29 |
| Frente Cívico Radical                         | Unión Cívica Radical  |                       |                       | 10.244                | 14,13                 |                       | 82.512  | 44,29 |
| Movimiento Unidad Radical                     | Unión Cívica Radical  |                       |                       | 8.011                 | 11,05                 |                       | 82.512  | 44,29 |
| Frente País Solidario                         | Unión Cívica Radical  |                       |                       | 3.750                 | 5,17                  |                       | 82.512  | 44,29 |
| Bermejo                                       | Unión Cívica Radical  |                       |                       | 2.875                 | 3,96                  |                       | 82.512  | 44,29 |
| Movimiento Acción Radical                     | Unión Cívica Radical  |                       |                       | 2.495                 | 3,44                  |                       | 82.512  | 44,29 |
| Afirmación Radical                            | Unión Cívica Radical  |                       |                       | 1.648                 | 2,27                  |                       | 82.512  | 44,29 |
| Renovación y Cambio                           | Unión Cívica Radical  |                       |                       | 1.502                 | 2,07                  |                       | 82.512  | 44,29 |
| Democracia y Libertad                         | Unión Cívica Radical  |                       |                       | 1.136                 | 1,57                  |                       | 82.512  | 44,29 |
| Alianza para el Cambio                        | Unión Cívica Radical  |                       |                       | 1.062                 | 1,46                  |                       | 82.512  | 44,29 |
| Alternativa Radical                           | Unión Cívica Radical  |                       |                       | 995                   | 1,37                  |                       | 82.512  | 44,29 |
| Acción Vecinal                                | Unión Cívica Radical  |                       |                       | 587                   | 0,81                  |                       | 82.512  | 44,29 |
| For-Solidaria                                 | Unión Cívica Radical  |                       |                       | 449                   | 0,62                  |                       | 82.512  | 44,29 |
| Democracia Cristiana                          | Unión Cívica Radical  |                       |                       | 403                   | 0,56                  |                       | 82.512  | 44,29 |
| Movimiento Esperanza                          | Unión Cívica Radical  |                       |                       | 363                   | 0,50                  |                       | 82.512  | 44,29 |
| Movimiento Azul                               | Unión Cívica Radical  |                       |                       | 362                   | 0,50                  |                       | 82.512  | 44,29 |
| Nuestra Esperanza                             | Unión Cívica Radical  |                       |                       | 208                   | 0,29                  |                       | 82.512  | 44,29 |
| Vecinos Cambio                                | Unión Cívica Radical  |                       |                       | 49                    | 0,07                  |                       | 82.512  | 44,29 |
| Por la Causa Radical                          | Unión Cívica Radical  |                       |                       | 2                     | 0,00                  |                       | 82.512  | 44,29 |
|                                               | Partido Autonomista   | —                     | Víctor Zayas          |                       | —                     | —                     | 360     | 0,20  |
|                                               | Triunfo Base Nativa   | —                     | Zacarias Pasaglia     |                       | —                     | —                     | 317     | 0,18  |
| Votos positivos                               | Votos positivos       | Votos positivos       | Votos positivos       | Votos positivos       | Votos positivos       | Votos positivos       | 179.993 | 96,12 |
| Votos en blanco                               | Votos en blanco       | Votos en blanco       | Votos en blanco       | Votos en blanco       | Votos en blanco       | Votos en blanco       | 6.040   | 3,23  |
| Votos anulados                                | Votos anulados        | Votos anulados        | Votos anulados        | Votos anulados        | Votos anulados        | Votos anulados        | 1.220   | 0,65  |
| Participación                                 | Participación         | Participación         | Participación         | Participación         | Participación         | Participación         | 187.253 | 77,47 |
| Electores registrados                         | Electores registrados | Electores registrados | Electores registrados | Electores registrados | Electores registrados | Electores registrados | 241.725 | 100   |
| Fuente:                                       |                       |                       |                       |                       |                       |                       |         |       |

### Cámara de Diputados
| Lema                                          | Lema                  | Sublema               | Sublema               | Sublema               | Lema    | Lema  | Lema   |
| Lema                                          | Lema                  | Sublema               | Votos                 | %                     | Votos   | %     | Bancas |
| --------------------------------------------- | --------------------- | --------------------- | --------------------- | --------------------- | ------- | ----- | ------ |
|                                               | Partido Justicialista | Frente de la Victoria | 53.241                | 51,19                 | 104.010 | 58,82 | 9/15   |
| Unidos Venceremos                             | Partido Justicialista | 14.393                | 13,84                 |                       | 104.010 | 58,82 | 9/15   |
| Línea Federal                                 | Partido Justicialista | 9.220                 | 8,86                  |                       | 104.010 | 58,82 | 9/15   |
| Cambie con Fe                                 | Partido Justicialista | 4.095                 | 3,94                  |                       | 104.010 | 58,82 | 9/15   |
| Formosa para Todos                            | Partido Justicialista | 3.062                 | 2,94                  |                       | 104.010 | 58,82 | 9/15   |
| Dedicación y Trabajo                          | Partido Justicialista | 2.873                 | 2,76                  |                       | 104.010 | 58,82 | 9/15   |
| Avanzar                                       | Partido Justicialista | 2.860                 | 2,75                  |                       | 104.010 | 58,82 | 9/15   |
| Gran Interés Local Organizado '95             | Partido Justicialista | 2.315                 | 2,23                  |                       | 104.010 | 58,82 | 9/15   |
| Partido Auténtico Formoseño                   | Partido Justicialista | 1.891                 | 1,82                  |                       | 104.010 | 58,82 | 9/15   |
| Movimiento por la Dignidad y la Independencia | Partido Justicialista | 1.829                 | 1,86                  |                       | 104.010 | 58,82 | 9/15   |
| Unidad Form, Integradora                      | Partido Justicialista | 1.739                 | 1,67                  |                       | 104.010 | 58,82 | 9/15   |
| Tercera Edad                                  | Partido Justicialista | 1.328                 | 1,28                  |                       | 104.010 | 58,82 | 9/15   |
| Nueva Fuerza Popular                          | Partido Justicialista | 1.316                 | 1,27                  |                       | 104.010 | 58,82 | 9/15   |
| Voz Esperanza del Pueblo                      | Partido Justicialista | 1.285                 | 1,24                  |                       | 104.010 | 58,82 | 9/15   |
| Movimiento Independiente de Participación     | Partido Justicialista | 1.196                 | 1,15                  |                       | 104.010 | 58,82 | 9/15   |
| Movimiento Unidad Justicialista               | Partido Justicialista | 798                   | 0,77                  |                       | 104.010 | 58,82 | 9/15   |
| Juventud Peronista                            | Partido Justicialista | 569                   | 0,55                  |                       | 104.010 | 58,82 | 9/15   |
|                                               | Unión Cívica Radical  | Acción Ciudadana      | 21.626                | 30,28                 | 71.423  | 40,39 | 6/15   |
| Gran Alianza                                  | Unión Cívica Radical  | 12.062                | 16,89                 |                       | 71.423  | 40,39 | 6/15   |
| Frente Cívico Radical                         | Unión Cívica Radical  | 10.608                | 14,85                 |                       | 71.423  | 40,39 | 6/15   |
| Movimiento Unidad Radical                     | Unión Cívica Radical  | 8.825                 | 12,36                 |                       | 71.423  | 40,39 | 6/15   |
| Frente País Solidario                         | Unión Cívica Radical  | 3.780                 | 5,29                  |                       | 71.423  | 40,39 | 6/15   |
| Bermejo                                       | Unión Cívica Radical  | 2.975                 | 4,17                  |                       | 71.423  | 40,39 | 6/15   |
| Movimiento Acción Radical                     | Unión Cívica Radical  | 2.535                 | 3,55                  |                       | 71.423  | 40,39 | 6/15   |
| Afirmación Radical                            | Unión Cívica Radical  | 1.753                 | 2,45                  |                       | 71.423  | 40,39 | 6/15   |
| Renovación y Cambio                           | Unión Cívica Radical  | 1.544                 | 2,16                  |                       | 71.423  | 40,39 | 6/15   |
| Alternativa Radical                           | Unión Cívica Radical  | 1.277                 | 1,79                  |                       | 71.423  | 40,39 | 6/15   |
| Democracia y Libertad                         | Unión Cívica Radical  | 1.210                 | 1,69                  |                       | 71.423  | 40,39 | 6/15   |
| Alianza para el Cambio                        | Unión Cívica Radical  | 879                   | 1,23                  |                       | 71.423  | 40,39 | 6/15   |
| Acción Vecinal                                | Unión Cívica Radical  | 544                   | 0,76                  |                       | 71.423  | 40,39 | 6/15   |
| For-Solidaria                                 | Unión Cívica Radical  | 455                   | 0,64                  |                       | 71.423  | 40,39 | 6/15   |
| Democracia Cristiana                          | Unión Cívica Radical  | 392                   | 0,55                  |                       | 71.423  | 40,39 | 6/15   |
| Movimiento Azul                               | Unión Cívica Radical  | 351                   | 0,49                  |                       | 71.423  | 40,39 | 6/15   |
| Movimiento Esperanza                          | Unión Cívica Radical  | 321                   | 0,45                  |                       | 71.423  | 40,39 | 6/15   |
| Nuestra Esperanza                             | Unión Cívica Radical  | 237                   | 0,33                  |                       | 71.423  | 40,39 | 6/15   |
| Vecinos Cambio                                | Unión Cívica Radical  | 43                    | 0,06                  |                       | 71.423  | 40,39 | 6/15   |
| Por la Causa Radical                          | Unión Cívica Radical  | 6                     | 0,01                  |                       | 71.423  | 40,39 | 6/15   |
|                                               | Solidaridad           | —                     | —                     | —                     | 626     | 0,35  |        |
|                                               | Triunfo Base Nativa   | —                     | —                     | —                     | 404     | 0,23  |        |
|                                               | Partido Autonomista   | —                     | —                     | —                     | 369     | 0,21  |        |
| Votos positivos                               | Votos positivos       | Votos positivos       | Votos positivos       | Votos positivos       | 176.832 | 94,43 |        |
| Votos en blanco                               | Votos en blanco       | Votos en blanco       | Votos en blanco       | Votos en blanco       | 9.234   | 4,93  |        |
| Votos anulados                                | Votos anulados        | Votos anulados        | Votos anulados        | Votos anulados        | 1.187   | 0,63  |        |
| Participación                                 | Participación         | Participación         | Participación         | Participación         | 187.253 | 77,47 |        |
| Electores registrados                         | Electores registrados | Electores registrados | Electores registrados | Electores registrados | 241.725 | 100   |        |
| Fuente:                                       |                       |                       |                       |                       |         |       |        |